# Holmy Krajnie
Die Holmy Krajnie (englische Transkription von russisch Холмы Крайние Cholmy Krainie, deutsch ‚Extremer Hügel‘) sind ein Hügel an der Küste des ostantarktischen Königin-Marie-Lands. Er ragt zwischen dem Denman- und dem Scott-Gletscher im westlichen Teil der Obruchev Hills auf.
Russische Wissenschaftler benannten ihn.